# Martin Rančík
Martin Rančík (Nitra, 5. lipnja 1978.) slovački je profesionalni košarkaš. Igra na poziciji krilnog centra, a trenutačno je član španjolskog MMT Estudiantesa. 

## Karijera
Kao student je nastupao za američko sveučilište Iowa State. Od 2001. do 2004. igrao je za talijanski Pippo Milano. Bio je njihov ponajbolji igrač, odličan šuter i skakač. U sezoni 2004./05. nastupao je za Climamio Bolognu. Ondje je imao smanjenu minutažu, ali s Bolognom na kraju sezone osvojio naslov talijanskog prvaka. Prosječno je u sezoni postizao 8.6 poena i 3.8 skokova za 19.8 minuta provedenih na parketu. Sljedeće sezone bio je član grčkog diva Olympiakosa. 
Od 2006. do 2008. bio je član španjolskog prvoligaša iurbentie Bilbao. U sezoni 2007./08. koja mu je bila obilježena ozljedama, odigrao je 17 utakmica u kojima je u prosjeku bilježio 7.3 poena i 3.2 skoka po susretu. U kolovozu 2008. prelazi u redove sadašnjeg kluba MMT Estudiantesa.

## Vanjske poveznice
- Profil  Arhivirana inačica izvorne stranice od 8. veljače 2012. (Wayback Machine) na Lega Basket Serie A
- Profil na Euroleague.net